# Zoológico de Santa Ana
El Zoológico de Santa Ana (en inglés:Santa Ana Zoo ) se localiza en el parque de Prentice en Santa Ana, California, al oeste de los Estados Unidos. Se trata de un parque de unos 20 acres (8,1 hectáreas)  centrando en los animales y plantas de América Central y del Sur. El zoológico de Santa Ana recibe a más de 270.000 personas al año. El zoológico abrió sus puertas en 1952 y es propiedad y está operado por la Ciudad de Santa Ana. Joseph Prentice donó un terreno para el parque zoológico con la estipulación de que la ciudad debía mantener por lo menos 50 monos en todo momento, por lo que el zoológico mantiene una colección extensa de primates con más de una docena de especies de todo el mundo.